# Іліас Цирімокос
Ілі́ас Цирімо́кос (грец. Ηλίας Τσιριμώκος; 1907 — 13 липня 1968) — грецький політик, тимчасовий прем'єр-міністр країни.

## Життєпис
Народився в місті Ламія 1907 року. Його батько, Іоанніс Цирімокос, також займався політикою. Був вперше обраний до Парламенту 1936 року від Ліберальної партії. Під час німецької окупації заснував невеличку ліву партію Народний демократичний союз. Цирімокос був її генеральним секретарем, доки його не замінив професор права Александрос Сволос. 1941 року партія приєдналась до Фронту національного визволення, а Цирімокос отримав місце в центральному комітеті Фронту. 1944 року Циримокос отримав пост секретаря юстиції у підконтрольному Фронтові Політичному комітеті національного визволення.
На виборах 1950 року, після Громадянської війни, Цирімокос знову отримав місце в Парламенті, цього разу — від Афін. Переобирався 1958, 1961, 1963 та 1964 року. 1963 став спікером. 1965 року король Костянтин II доручив йому сформувати новий уряд. Його кабінет був нетривалим та був розпущений через вотум недовіри. На посту глави уряду його замінив Стефанос Стефанопулос, в уряді якого Циримокос отримав міністерський пост.
Помер в Афінах 13 липня 1968.